# Ceratozetes gracilis
Ceratozetes gracilis är en kvalsterart som först beskrevs av Michael 1884.  Ceratozetes gracilis ingår i släktet Ceratozetes och familjen Ceratozetidae.

## Underarter
Arten delas in i följande underarter:
- C. g. gracilis
- C. g. minor